# Chennium
Chennium är ett släkte av skalbaggar som beskrevs av Pierre André Latreille 1807. Chennium ingår i familjen kortvingar.
Släktet innehåller bara arten Chennium bituberculatum.